# Polystachya polychaete
Polystachya polychaete är en orkidéart som beskrevs av Friedrich Fritz Wilhelm Ludwig Kraenzlin. Polystachya polychaete ingår i släktet Polystachya och familjen orkidéer. Inga underarter finns listade i Catalogue of Life.